# Bitva o Rostov
Bitva o Rostov (rusky Ростовская операция) bylo střetnutí německých a sovětských vojsk ve Velké vlastenecké válce. Bitva se odehrávala mezi 21. a 29. listopadem 1941, kdy došlo nejprve k obsazení Rostova na Donu německou armádou a poté bylo město Rudou armádou dobyto zpět.
Po katastrofální porážce sovětských vojsk v Kyjevském kotli pokračovalo tažení německé armádní skupiny Jih dále na Východ. Část vojsk pod vedením Ericha von Manstein zaútočila na Krym, ostatní armády útočily na území mezi Dněprem a Donem. Zde je čekala zkonsolidovaná sovětská obrana, která způsobovala německým jednotkám velké ztráty. Po těžkých a urputných bojích padl 17. října 1941 do německých rukou přístav Taganrog u Azovského moře. 17. listopadu zahájily německé síly útok na Rostov na Donu, který dobyly o čtyři dny později. Německé jednotky pronikly až k řece Donu a obsadily zde jeden neporušený most. To znamenalo pro sovětské vedení katastrofu, protože kromě toho, že Němcům padlo do rukou průmyslové město, dostala se jim do rukou křižovatka dopravních tepen směrem ke Stalingradu a naftovým polím na Kavkaze. Proto Stalin nařídil město dobýt zpět.
25. listopadu 1941 začal sovětský protiútok, ve kterém si dokázala Rudá armáda vytvořit místní početní převahu. Počáteční útoky však byly neúspěšné, válečné štěstí se přiklonilo k Sovětům až 27. listopadu, kdy prolomili nepřátelskou obranu. Tvrdé boje pokračovaly další dva dny a jednotkám Rudé armády se podařilo Rostov 29. listopadu osvobodit. Útok proti Němcům dále pokračoval a hrozilo jim úplné zničení nebo obklíčení. Proto se velitel skupiny armád Jih maršál von Rundstedt chtěl stáhnout, ale Hitler to zamítl a kvůli dalšímu naléhání na stažení Rundstedta odvolal z funkce. Velení skupiny armád Jih převzal polní maršál von Reichenau, který též rychle pochopil situaci a žádal Hitlera o ústup. Hitler nakonec stažení jednotek 1. prosince povolil. Zbytky německých sil se proto organizovaně stáhly daleko na západ za řeku Mius.
Bitva o Rostov znamenala pro Rudou armádu jedno z prvních vítězství na východní frontě.